# Pré-Alpes Ligures
Os Pré-Alpes Ligures (em italiano:  Prealpi Liguri) é um maciço que faz parte dos Alpes Ocidentais na sua secção da Alpes Ligures e se encontra no região do Piemonte em Itália. O ponto mais alto é Monte Armetta com 1.739 m.

## SOIUSA
A Subdivisão Orográfica Internacional Unificada do Sistema Alpino (SOIUSA) criada em 2005, dividiu os Alpes em duas grandes partes:Alpes Ocidentais e Alpes Orientais, separados pela linha formada pelo  Rio Reno - Passo de Spluga - Lago de Como - Lago de Lecco.
Os  Pré-Alpes Ligures, e  Alpes dos Marguareis  formam os Alpes Lígures

### Classificação  SOIUSA
Segundo a SOIUSA este acidente orográfico chama-se  Pré-Alpes Ligures e é uma Sub-secção alpina  com a seguinte classificação:
- Parte = Alpes Ocidentais
- Grande sector alpino = Alpes Ocidentais-Sul
- Secção alpina = Alpes Ligures
- Sub-secção alpina = Pré-Alpes Ligures
- Código = I/A-1